# Goodeed
Goodeed (prononcé : [ɡʊdiːd]) est une entreprise française de l'entrepreneuriat social qui finance des projets associatifs en revalorisant les budgets publicitaires investis par les marques. Le site a été fondé par Vincent Touboul-Flachaire, Tristan Joly et Thomas Beauvallet en 2014.

## Histoire

### Création
Goodeed est une initiative inspirée du livre « Pour une économie plus humaine » de Muhammad Yunus, que Vincent Touboul-Flachaire se voit offrir par sa grand-mère l'année de ses 17 ans. Il cherche alors un moyen d’utiliser le budget de la publicité omniprésente pour financer des projets humanitaires.
L’année suivante, en 2013, tout en préparant son bac, il participe avec deux amis, Théophile Thiery et Shao-Yun Tang au concours d’entrepreneuriat 100 jours pour entreprendre. Il finit lauréat, gagne 5 000 euros et attire l'attention de l'Express. Cette somme lui permet de lancer une version bêta du site le 16 mars 2014, à la suite de sa rencontre en janvier 2014 avec Tristan Joly et Thomas Beauvallet. Le site fait parler de lui, notamment dans le Huffington Post, et réunit rapidement plus de 60 000 utilisateurs actifs, dont 70 % déclarent n'avoir jamais fait de dons auparavant. En décembre 2015, Goodeed atteint le million de dons, en juillet 2016, les deux millions, en novembre 2016, 3 millions, en février 2017, 4 millions et en août 2017, les 7 millions. En mai 2021, c'est 124 millions de dons qui ont été faits via Goodeed soit 3 millions d'euros récoltés. En 2023, Goodeed a atteint la barre des 7 millions d'€ reversés au profit d'associations qui œuvrent pour des causes diverses telles que l'environnement, la pauvreté, l'inclusion sociale ou encore la cause animale.

## Concept
Le concept de publicité solidaire inventé par Goodeed repose sur un business model solidaire : 60% des budgets médias investis par les marques pour diffuser leurs publicités sont reversés à des associations, pour financer des projets concrets.